# 洛倫岑 (密西西比州)
洛倫岑（英語：Lorenzen）是位於美國密西西比州夏基縣的非建制地區。當地於1906年時共有人口76人。

## 地理
洛倫岑所處的海拔為高於海平面32米（即105英呎），而該地所採用的時區為UTC-6，即北美中部時區（CST）。同時該地設有夏令時間，為UTC-6調快一小時，即UTC-5（CDT）。